# Adolf Gottlieb von Eyben

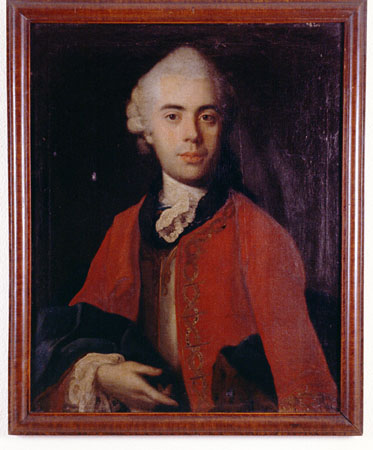
Adolf Gottlieb von Eyben als junger Mann; zeitgenössisches Porträt

Adolf Gottlieb von Eyben, auch: Adolph, Gottlob (* 27. August 1741 in Hamburg; † 20. Februar 1811 in Lüneburg) war ein deutscher Diplomat in dänischen Diensten und Kanzler der königlich dänisch-holsteinischen Regierung in Glückstadt.

## Leben
Von Eyben stammte aus einer Familie von Juristen und Diplomaten; er war der Sohn des Juristen und Domdechanten in Lübeck Christian August von Eyben,  Enkel von Christian Wilhelm von Eyben und Urenkel von Hulderich von Eyben. Er wurde teilweise von Friedrich Gottlieb Klopstock erzogen und studierte Rechtswissenschaft an den Universitäten Jena und Göttingen.
Er trat in den Dienst der holsteinischen Regierung, ging dann aber 1765 nach Sachsen-Meiningen in den Dienst der Herzogin Charlotte Amalie. Erst 29 Jahre alt, wurde er hier 1770 Geheimer Rat und Kanzler. Er gehörte zu den Gründern der Meininger Loge „Charlotte zu den drei Nelken“ und war 1774 ihr erster Meister vom Stuhl. Nach dem Tod seiner ersten Frau 1778 kehrte er im folgenden Jahr zurück in dänische Dienste und stieg 1780 zum Kanzler der Regierung in Glückstadt auf, die seit dem Vertrag von Zarskoje Selo 1773 für ganz Holstein zuständig war.
1796 vertrat er die dänischen Interessen in Holstein beim Hildesheimer Kongress. 1802 wurde er dänischer Gesandter bei den Hansestädten und dem Niedersächsischen Reichskreis in Hamburg. Als Folge des Reichsdeputationshauptschlusses schloss er 1803 den Vertrag wegen Aufhebung des hamburgischen Domkapitels mit dem Senat. Er verließ Hamburg im Mai 1807 und lebte seitdem auf dem Schloss Lütgenhof, das er 1787 von seinem Onkel Friedrich von Eyben geerbt hatte. 1791 wurde er in die mecklenburgische Ritterschaft aufgenommen.
Er war zunächst verheiratet mit Henriette Tugendreich von Rachel (1747–1778) und ab 1780 mit Benedicte von Qualen (1747–1808), der Tochter des Uetersener Klosterpropsten Josias von Qualen. Aus der ersten Ehe hatte er einen Sohn und drei Töchter. Zwei der Töchter heirateten Nachbarn im Klützer Winkel: Charlotte Henriette Christiane (1768–1836) wurde 1793 die zweite Frau von Georg Ludwig von Bülow (1751–1822), und Caroline Amalie Henriette Christiane (1773–1852) heiratete Gottlieb von Haeseler (1756–1813) auf Schwansee. Die mittlere Tochter, Charlotte (1770–1836), heiratete den Landmarschall Georg Ludwig von Bülow (1751–1822) auf Gudow. Der Sohn Friedrich wurde ebenfalls dänischer Gesandter und 1817 in den dänischen Grafenstand erhoben.
Adolf Gottlieb von Eybens dienstlicher Nachlass einschließlich seiner Depeschen vom Hildesheimer Kongress wird heute im Reichsarchiv in Kopenhagen verwahrt.
Der am Reichstag in Regensburg als Diplomat tätige und dort verstorbene und begrabene Friedrich Ludwig von Eyben war ein älterer Bruder.